# Vision (tidsskrift)
 For alternative betydninger, se Vision. (Se også artikler, som begynder med Vision)
Vision var et populærpolitisk og samfundsfagligt tidsskrift, som blev udgivet fra 2005 og frem til 2014. Det udgik oprindeligt af en kreds omkring den socialdemokratiske studenterorganisationen Frit Forum, og udkom i tryk til foreningens medlemmer. Senere blev det løftet ud af Frit Forum og fungerede uafhængigt af partipolitiske interesser som et abonnementsmagasin med en forankring i det politiske centrum-venstre. Tænketanken Cevea stod som medudgiver.
Tidsskriftet fik særligt bevågenhed, da det i 2008 udgav et indlæg af Mette Frederiksen, der opridsede "10 socialdemokratiske teser"; der - med inspiration fra de 10 liberale teser som bl.a. Søren Pind havde fremlagt i Venstre - for at understøtte en idépolitisk og ideologisk debat i Socialdemokratiet. Den daværende socialdemokratiske partiformand Helle Thorning-Schmidt har i bladet ligeledes udtrykt ideologiske og politiske tanker, der fik en væsentlig opmærksomhed i den offentlige debat. Som anført i en biografi om Mette Frederiksen, beskrives teserne som en væsentlig udvikling, idet hun vendte flere gange tilbage til dem i sit politiske arbejde, selvom partiledelsen så på dem med skepsis.
Fra sin begyndelse var ambitionen med Vision at give næring til, hvad stifterne så som en manglende socialdemokratisk idéudvikling eller i hvert fald artikulering af partiets visioner og ideologiske idéer. Tidsskriftet forsøgte således at rejse en stærkere idepolitisk debat og påpege behovet for den i forskellige artikler og sammenhænge, der også fik en bevågenhed i den offentlige debat.
Desuden blev der publiceret artikler, som ikke altid blev vel modtaget i alle dele af det socialdemokratiske parti og bagland. F.eks. ved at starte en debat om, at partiet havde de mest velbetalte konsulenter blandt Folketingets partier.

## Magasinet politik og netavisen Pio
I 2014 ophørte tidsskriftet med at udkomme på tryk, og blev erstattet af onlineudgivelsen Magasinet Politik, der udkom igennem 2014, hvorefter det blev nedlagt. Visions rolle og plads som et medie for centrum-venstre er siden blevet udfyldt af netavisen Pio, der ligeledes er udgået fra et socialdemokratisk miljø, og længe havde Jens Jonatan Steen, der også var Visions første chefredaktør, som chefredaktør. Han blev efterfulgt af Maria Bøegh-Lervang, der senere efterfulgtes af Malthe Munkøe.
Der er ikke bevaret et fuldt online-arkiv over udgivelserne, men enkelt numre af Vision kan findes på Ceveas arkiverede hjemmeside.